# Dixiphia
Dixiphia Reichenbach, 1850 és un gènere obsolet d'ocells de la família dels píprids (Pipridae).

## Taxonomia
Segons la Classificació del Congrés Ornitològic Internacional (versió 2.5, 2010) aquest gènere figurava format per 6 espècies:
- Dixiphia pipra.
- Dixiphia cornuta.
- Dixiphia mentalis.
- Dixiphia chloromeros.
- Dixiphia erythrocephala.
- Dixiphia rubrocapilla.

Però actualment aquestes espècies han passat als gèneres Pseudopipra i Ceratopipra.
Aquestes espècies eren tradicionalment classificades al gènere Pipra, fins que es va comprobar que aquest era un gènere polifilètic i es van ubicar a Dixiphia, arran treballs com ara Prum, 1992. Més tard i arran l'estudi de Kirwan et al, 2016, es va crear el monotípic gènere Pseudopipra pel manaquí de capell blanc i Ceratopipra per a la resta.